# 博罗北站
博罗北站是一座赣深客运专线车站，位于中国广东省惠州市博罗县麻陂镇长应埔村和书房村之间，于2021年12月10日启用。

## 沿革
本站的兴建计划于2016年4月26日在广州市公共资源交易中心发布的《新建铁路赣州至深圳客运专线（广东段）地质勘察监理招标公告》被首次披露，在该份公告中，本站位于博罗县麻陂镇。而在中铁第四勘测设计院于同年7月28日发布的《新建赣州至深圳客运专线环境影响报告书》中，本站被设在麻陂镇金湖村金湖林场附近，距麻陂镇中心约3.5千米。
2017年9月4日，中国铁路经济规划研究院发布征集公告，征集包括本站在内的赣深铁路新建车站设计方案。2018年4月，该站配套的制梁场基本完工。2019年4月，该站的配套工程被列入《惠州市2019年重点建设前期项目预备计划》。2021年12月10日，车站随赣深客运专线开通而投入服务。

## 设计

### 站房
该站在规划初期的面积为3,000平方（32,000平方英尺），而在中国铁路经济规划研究院于2017年9月4日披露的《新建赣州至深圳铁路客运专线（广东段）和平东站等8站建筑概念设计方案征集信息公告》中，该站的总面积被扩大至8,000平方（86,000平方英尺）。该站位于平坡直线路段上，采用线侧平式站房设计，主体为地上一层结构，局部区域为地上两层，设计最高聚集人数为300人。
本站为地面车站，按县区站点标准建设，是赣深客运专线最小的新建车站之一。

### 站台及配线
该站的轨行区为2台4线布局，具体包含2个侧式站台，各个站台均长450（1,480英尺），宽9（30英尺），高1.25（4英尺1英寸），配2条到发线。
| 地面 | 站厅     | 售票处、进站口、候车区、出站口      |  |  |
|      | 侧式站台 |                                     |  |  |
|      | 上行站台 | 赣深高铁 赣州西方向（下站：河源东） |  |  |
|      |          | 赣深高铁 赣州西方向越行线           |  |  |
|      |          | 赣深高铁 深圳北方向越行线           |  |  |
|      | 下行站台 | 赣深高铁 深圳北方向（下站：惠州北） |  |  |
|      | 侧式站台 |                                     |  |  |

## 接驳交通
| 巴士 \| 编号 \| 编号 \| 线路 \| 线路 \| 线路 \| 收费 \| 运营商 \| 备注 \| \| ---- \| -------- \| ------------------ \| ---- \| ------------ \| ------ \| -------- \| ---- \| \| \| 223B博罗 \| 博罗县城中心客运站 \| ⇆ \| 博罗北高铁站 \| 2–20元 \| 粤通运输 \| \| |          |                    |      |              |        |          |      |
| 编号 | 编号     | 线路               | 线路 | 线路         | 收费   | 运营商   | 备注 |
| | 223B博罗 | 博罗县城中心客运站 | ⇆    | 博罗北高铁站 | 2–20元 | 粤通运输 |      |